# Thérèse Manganiello
Thérèse Manganiello (née le 1er janvier 1849 et morte le 4 novembre 1876) est une jeune italienne membre du Tiers-ordre franciscain, vénérée comme bienheureuse par l'Église catholique. 

## Biographie
Maria Luisa Manganiello est née en 1849 dans une famille de fermiers de Montefusco. 
Elle est attirée par la vie religieuse et la vie de Saint François d'Assise et devient plus tard membre de l'Ordre franciscain séculier. Le pape Pie IX la reçoit en audience privée en 1873 et bénit sa volonté d'établir une nouvelle congrégation religieuse. 
Mais Manganiello décède d'une maladie soudaine à la fin de 1876 avant de pouvoir accomplir cette tâche. De son travail conduit cependant à la création des Franciscaines de l'Immaculée par le père Ludovico Acernese. Elle est considérée comme la fondatrice spirituelle de cette congrégation.

## Béatification
La cause de béatification commence le 23 avril 1991 avec la déclaration de "nihil obstat" (rien contre) sous le pape Jean-Paul II qui lui accorde le titre de servante de Dieu. Le processus commence au niveau diocésain en 1991 avec la validation du processus en 1992. La Positio est soumise à la Congrégation pour les causes des saints en 1999, qui culmine avec la déclaration de sa vertu héroïque le 3 juillet 2009. Cela permet au pape Benoît XVI de la déclarer vénérable. 
Un miracle attribué à son intercession est étudié en 2002 et validé en 2003. Benoît XVI signe le décret du miracle le 19 décembre 2009 qui permet la béatification. Le cardinal Angelo Amato - au nom du pape - béatifie Teresa Manganiello le 22 mai 2010. 